# ایتالیادوست
ایتالیادوست یا ایتالوفیل (به انگلیسی: Italophile) به شخصی گفته می‌شود که دوستار فرهنگ ایتالیا، مردم ایتالیا یا به طور کلی ایتالیا است. در طول تاریخ ایتالیا معمولاً به عنوان روم باستان شناخته و تحسین می‌شد. اما پس قرون وسطی شبه جزیره ایتالیا معمولاً برای ایجاد رنسانس مورد تقدیر قرار می‌گرفت.

فراری میلیون‌ها طرفدار در سراسر جهان دارد

در زمان معاصر به خصوص پس از جنگ جهانی دوم ایتالیا رشد اقتصادی چشم‌گیری را تجربه کرد و جنبه‌های جدیدی برای طرفداران ایتالیا ایجاد شد. از جملهٔ آن‌ها می‌توان به اتوموبیل‌های فراری و طراحی ایتالیایی اشاره کرد.